# Незнакомка из Уайлдфелл-Холла (мини-сериал, 1968)
«Незнако́мка из Уа́йлдфелл-Хо́лла» (англ. The Tenant of Wildfell Hall) — четырёхсерийная экранизация одноимённого романа английской писательницы Энн Бронте.
На данный момент ни промофото, ни сам мини-сериал найти возможным не представляется.
Эпизод 1: «Отшельница» (Recluse), вышел в эфир 28 декабря 1968 года

Эпизод 2: «Замужество» (Marriage), вышел в эфир 4 января 1969 года

Эпизод 3: «Бунт» (Revolt), вышел в эфир 11 января 1969 года

Эпизод 4: «Преследование» (Pursuit), вышел в эфир 18 января 1969 года

## В ролях
- Джанет Манро — Хелен Грэхем
- Джереми Барринг — Артур Хантингдон-младший
- Корин Редгрейв — Артур Хантингдон-старший
- Брайан Маршалл[англ.] — Гилберт Маркхем
- Энтони Мэй[англ.] — Фергес Маркхем
- Мегс Дженкинс[англ.] — миссис Маркхем
- Фелисити Кендал[англ.] — Роза Маркхем
- Марджери Уизерс — Рэйчел
- Джонатан Ньюз[англ.] — Уолтер Харгрейв
- Джанет Кей[англ.] — Милисент Харгрейв
- Дональд Бёртон[англ.] — Хэттерсли
- Валери Ван Ост[англ.] — мисс Майерс
- Сьюзан Фармер[англ.] — Элиза Миллуорд
- Уильям Гонт[англ.] — Фредерик Лоренс
- Чарльз Лэмб — Бенсон
- Джон Квентин — лорд Лоуборо
- Джин Андерсон[англ.] — миссис Максвелл